# 존 폴라니
존 찰스 폴라니(영어: John Charles Polanyi, PC CC FRSC OOnt FRS, 1929년 1월 23일 ~ )는 바이마르 공화국 베를린에서 태어난 캐나다의 화학자이다. 1986년에 화학 반응 요소 과정의 동역학 발전에 기여한 공로로 더들리 허시박, 리위안저와 함께 노벨 화학상을 수상했다. 그의 아버지는 암묵지 개념으로 유명한 과학사회학자 마이클 폴라니이다.

## 수상 경력
- 1977년 : 헨리 마셜 토리 메달
- 1982년 : 울프 화학상
- 1986년 : 노벨 화학상
- 1989년 : 로열 메달